# Оршин монастырь
Оршин Вознесе́нский монастырь — женский (бывший мужской) православный монастырь Тверской епархии в Тверской области при впадении реки Орши в Волгу, в 18 км от Твери.

## История монастыря

### Средневековый период
Годы основания Оршина монастыря неизвестны (нередко говорят о том, что монастырь существовал уже в XIV веке, хотя документальных подтверждений этому нет).
Согласно житийным свидетельствам, в XV веке в монастыре подвизался св. Савватий Оршинский, при котором монастырь становится известнейшей обителью Тверского княжества. Скорее всего, в то время в обители уже был Вознесенский собор (возможно, деревянный), имевший несколько иное расположение, нежели более поздний, сохранившийся до нашего времени. Об этом свидетельствуют могилы XV века возле стены храма (между тем как традиция предписывала хоронить возле алтаря).
Первая достоверная дата, связанная с историей Оршина монастыря, — это год освящения современного каменного здания Вознесенского собора (1567). Эта дата была выгравирована на золотом потире, найденном в XIX веке в тайнике (который сделан, предположительно, в начале XVII века) под полом храма. На нём же указано, что собор был освящён тверским епископом Варсонофием. Изначально это была пятиглавая церковь, позже её завершение было переделано на одноглавие. Собор был расписан, следы фресок XVI века сохранились до нашего времени.
В эти годы монастырю покровительствовал царь Иван Грозный, по желанию которого и был выстроен каменный собор. В XVI веке году монастырь управляется архимандритом, что говорит о его высоком статусе.
Скорее всего, найденный в 1846 году тайник (в нём были три древних антиминса и богослужебные предметы) под полом Вознесенского собора был сделан в Смутное время в 1606 году, когда в Тверском краю свирепствовали поляки. Во время одного из их набегов обитель была полностью разгромлена и сожжена, а настоятель и все насельники убиты. Монастырь был восстановлен, однако перестал пользоваться прежней известностью.

### Монастырь в XIX — начале XX века

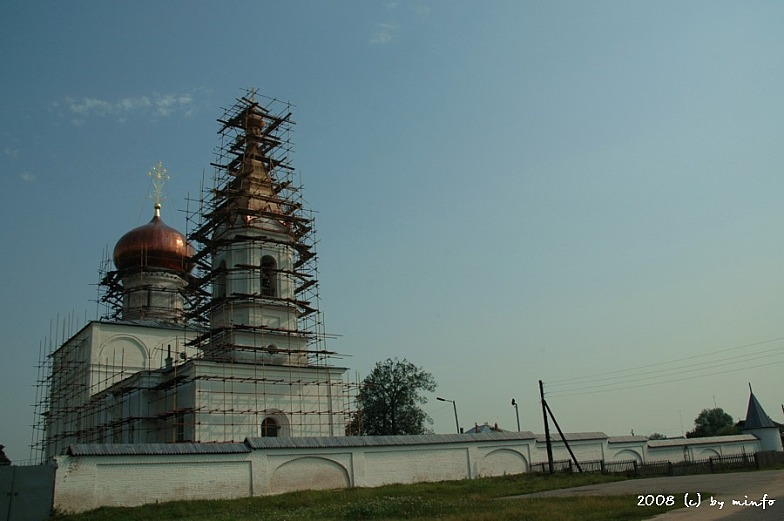
Вознесенский собор и колокольня, фото 2008 года

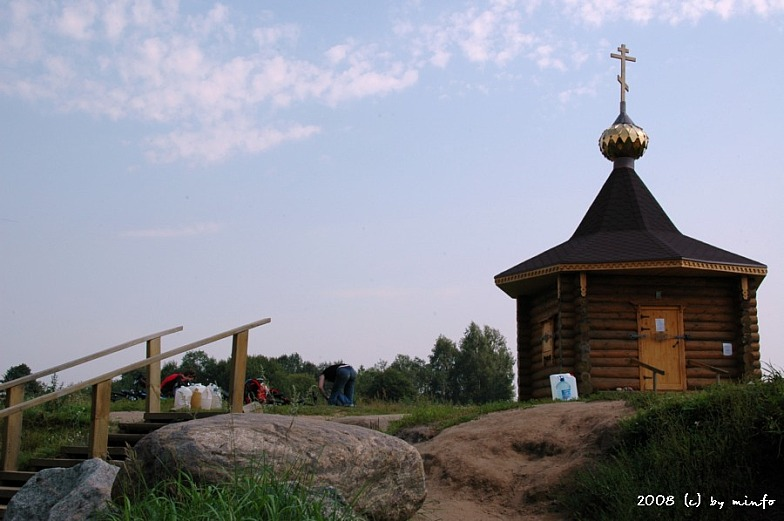
Часовня Иоанна Предтечи над родником близ реки Орши

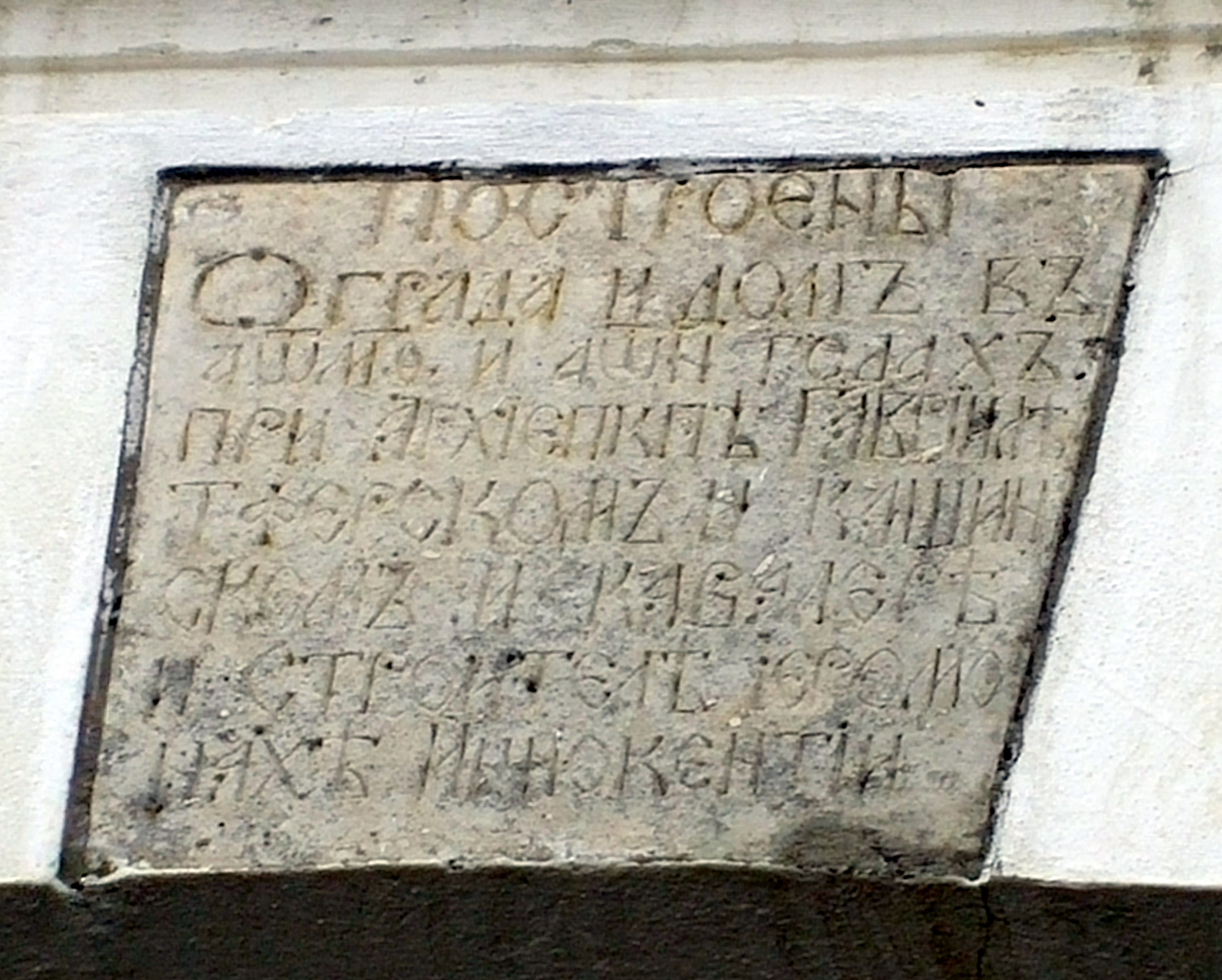
Надпись над входом в монастырь

В середине XIX века в монастыре возобновилось каменное строительство. Были выстроены стены с четырьмя башнями, келейный и настоятельский корпуса (последний — каменный двухэтажный корпус в стенах ограды над воротами) при архиепископе Гаврииле и иеромонахе Иннокентии, как гласит надпись над входом. А к Вознесенскому собору была пристроена каменная колокольня.
К началу XX века Оршин монастырь был небольшой обителью с настоятелем и десятью насельниками. В 1903 году из-за малого числа насельников был преобразован в женский. При монастыре работала церковно-приходская школа для крестьянских детей.

### Упразднение и возрождение монастыря
Обитель была закрыта в 1919 году. Большая часть каменных построек (кроме собора и настоятельских покоев) была снесена, в Вознесенском соборе устроено зернохранилище.
Монастырь возрождён в 1992 году. Собор и настоятельские покои отреставрированы, выстроены деревянный храм Савватия Оршинского (1996), две деревянных часовни (Предтеченская и Никольская), корпус сестринских келий, здание детского приюта, гостевой домик, к монастырю проложена асфальтовая дорога.
Известность получила история возрождения фресок XVI века в Вознесенском соборе. Сообщалось, что в начале 1990-х годов при восстановлении собора фрески, по причине отсутствия денег на реставрацию, были просто замазаны побелкой, однако в течение нескольких лет росписи постепенно сами проявлялись через побелку; при этом проведённая реставраторами в конце 1990-х годов экспертиза свидетельствовала о том, что никакой специальной работы над фресками за это время не проводилось.
В первой половине 1990-х годов подворьем Оршина монастыря был Храм Святой Великомученицы Екатерины в микрорайоне Затверечье на левом берегу реки Волги, недалеко от места впадения в неё реки Тверцы. В 1996 году подворье было превращено в самостоятельный Свято-Екатерининский монастырь.

## Священнослужители
Настоятельница игумения Евпраксия (Инбер) с 1996 года. Служащий священник — протоиерей Евгений Алексеев, который был настоятелем храма святых Апостолов Петра и Павла в Кашине.

## Адрес
170504, Тверская обл, Калининский р-н, п/о Каблуково, д. Орша, Вознесенский Оршин монастырь